# Sarcoleotia
Sarcoleotia är ett släkte av svampar. Enligt Catalogue of Life ingår Sarcoleotia i familjen Geoglossaceae, ordningen disksvampar, klassen Leotiomycetes, divisionen sporsäcksvampar och riket svampar, men enligt Dyntaxa är tillhörigheten istället familjen Geoglossaceae, ordningen jordtungor, klassen Geoglossomycetes, divisionen sporsäcksvampar och riket svampar.
|             | Trichoglossum                                                               |
|             |                                                                             |
|             | Geoglossum                                                                  |
|             |                                                                             |
|             | Microglossum                                                                |
|             |                                                                             |
| Sarcoleotia | \| \| Sarcoleotia nigra \| \| \| \| \| \| Sarcoleotia turficola \| \| \| \| |
|             | \| \| Sarcoleotia nigra \| \| \| \| \| \| Sarcoleotia turficola \| \| \| \| |
|             | Leucoglossum                                                                |
|             |                                                                             |
|             | Phaeoglossum                                                                |
|             |                                                                             |
|             | Maasoglossum                                                                |
|             |                                                                             |
|             | Sarcoleotia nigra                                                           |
|             |                                                                             |
|             | Sarcoleotia turficola                                                       |
|             |                                                                             |

|  | Sarcoleotia nigra     |
|  |                       |
|  | Sarcoleotia turficola |
|  |                       |

## Bildgalleri

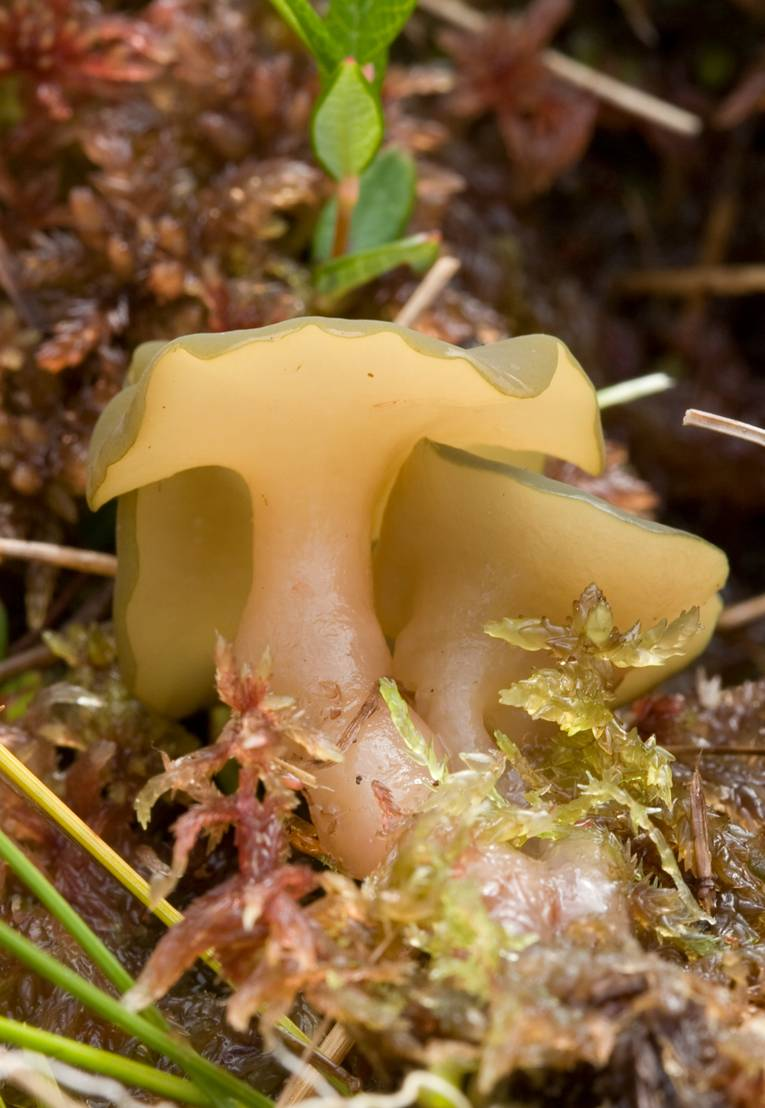